# 東京都立秋川丘陵自然公園
東京都立秋川丘陵自然公園（とうきょうとりつあきがわきゅうりょうしぜんこうえん）は、東京都あきる野市と八王子市の市境に広がる東京都立の自然公園。
指定区域は秋川右岸の丘陵地帯1,335haで、東端は東京都立滝山自然公園、西端は秩父多摩甲斐国立公園に接する。1953年10月1日、東京都自然公園条例に基づき設定された（昭和28年10月1日東京都告示第997号）。

## 施設
都立小峰公園
秋川街道と接する区域に整備された自然ふれあい公園。（あきる野市留原、高尾）
小峰ビジターセンター
自然公園全体の中心施設。小峰公園に併設されている。（あきる野市留原284-1）